# جامعة خاركيف الوطنية للقوات الجوية
جامعة خاركيف الوطنية للقوات الجوية مؤسسة تعليم عالي أوكرانية، (بالأوكرانية: Харківський національний університет Повітряних Сил імені Івана Кожедуба) هي جامعة تقع في خاركيف أوبلاست، أوكرانيا. تأسست هذه الجامعة في سنة 2003